# Ardagasto

Mapa dos Bálcãs no século VI

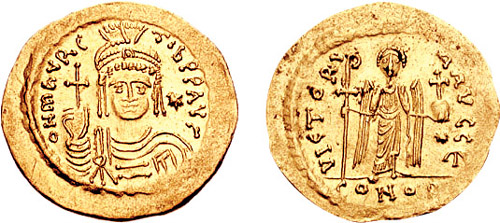
Soldo de Maurício r.

Ardagasto ou Radogosto (cirílico: Ардагаст; fl. 584-597) foi um chefe eslavo meridional do século VI sob o rei Musócio. Menandro Protetor escreve sobre Ardagasto em seus trabalhos, e ele é mencionado no Estratégico do imperador bizantino Maurício (r. 582–602).

## Biografia
Os eslavos que saqueara a Grécia em 577 podem ter estado sob a liderança de Ardagasto. Após um conclusão dum tratado em 584 entre Beano I (r. 562–602) e Maurício, Ardagasto liderou suas tropas no ano seguinte contra a Trácia, penetrando tão fundo quanto a Longa Muralha. Seus homens seriam derrotados em apenas dois conflitos, o primeiro no rio Ergínia e outra em Arsino, nas proximidades de Adrianópolis, ambos nas mãos do general Comencíolo. Os eslavos foram posteriormente expulsos da região de Ástica.
Ardagasto desaparece até 593, quando é novamente enviado contra o império. Na ocasião, Maurício enviou para combatê-lo o comandante-em-chefe Prisco e o comandante da infantaria Gentão. Eles cruzarem o Danúbio e então Durostoro (atual Silistra) e fizeram um raide surpresa no próprio território deles. Devido ao prolongado período de incursões, os eslavos tinham muito butim do Império Bizantino. O exército bizantino chegou ao acampamento eslavo à meia-noite, surpreendendo os eslavos que fugiram em confusão, e Ardagasto caiu sobre um toco de árvore e quase foi capturado, mas, por estar próximo a um rio, conseguiu iludir os atacantes.